# 超能輪胎殺人事件
《超能輪胎殺人事件》（英語：Rubber）是一部2010年英語法國獨立諷刺奇幻喜劇恐怖片，由昆汀·杜皮爾自編自導，史蒂芬·史賓尼拉、蘿珊·梅斯基達、傑克·普拉尼克、海莉·雷姆、溫·赫斯和伊森·柯恩主演。故事描述一個具有生命的輪胎開始利用念力在美國南加州莫哈韋沙漠附近的小鎮大開殺戒。電影有著戲中戲的元素，而最著名的是片中所傳達的「沒有理由」思維。
起初，杜皮爾創作了一篇關於來自外太空的立方體入侵地球的故事，但之後將主角改成了輪胎，而成為了描述輪胎殺手故事的《超能輪胎殺人事件》。杜皮爾也吸收了一些《牛排》（2007年）的失敗經驗來作為創作的一部分，如增添荒誕和恐怖的元素、將電影的語言設定成英語。該片以低預算的形式於十四天內在加州各地拍攝完成；身為非電影專業人士的杜皮爾還獨自完成了攝影、調色和剪輯。
《超能輪胎殺人事件》2010年5月15日登上第63屆坎城影展的影評人週舉行全球首映，並於2010年11月10日法國上映。外界對於該片的評價整體褒貶不一，製作手法、風格和主題大多獲得了認可，但劇情則被認為不夠吸引人，背後的隱喻和內涵也不易理解。影評人常將該片拿來與大衛·林區的電影和約翰·卡本特的《克麗絲汀魅力》（1983年）作比較。《超能輪胎殺人事件》在日後受到部份粉絲喜愛而獲得了邪典電影的地位。

## 劇情
1990年代後期，一群人聚集在美國南加州莫哈韋沙漠中一起觀看「電影」。一位名為查德的警長指出，電影中的許多片刻都是「沒有理由」的發生，就像生活中充滿著「沒有理由」，而這部片便是對「沒有理由」的敬意。然後，一名會計師將雙筒望遠鏡交給這群「觀眾」後騎著自行車離去。觀眾們便開始利用望遠鏡注視遠方，等待「電影」的開始。在整部片中，這群人是為了對目前為止發生的事情做出反應而存在。
沙漠中的某處，一枚名為羅伯的輪胎突然活了過來，首先學習如何直立，然後滾動。他在途中碰到一支塑膠水瓶，猶豫後將其碾碎，又碰到了一隻蠍子並碾碎了牠；最後當它碰到了一支玻璃啤酒瓶時發現無法將其碾碎，直到它發現自己能夠利用念力摧毀瓶子。之後，它又對錫罐和兔子上測試新發現的力量——炸裂。
羅伯看見了一個名為希拉的女人開車經過，並試圖在她身上運用自己的力量。但它只能成功使她的汽車無法發動；當羅伯企圖接近希拉時，被後方一輛卡車撞開而失敗。希拉的汽車得以發動後繼續行駛。羅伯炸裂了一隻烏鴉後，找到了那名駕駛卡車的人並用同樣的能力炸掉了對方的頭。羅伯到附近的一家汽車旅館並找到了正在淋浴的希拉。當羅伯住進她旁邊的房間後，汽車旅館的女傭進來發現有個輪胎正在淋浴後將其扔出房間，羅伯重新進入房間並炸毀了女傭的頭。這使查德插手介入這起謀殺案。
對於電影觀眾來說，已過了兩天，其中大多數人都快餓死。會計師叫醒他們，並給他們一隻烤火雞吃。此後不久，他們開始遭受劇烈的腹痛。回到正劇，查德正在詢問旅館的主人，但毒藥（即火雞）已發作，使觀眾全數死去，這讓他試圖要其他角色回家，電影現在可以結束。但會計師告訴查德，其中一個觀眾是坐輪椅的人，他沒有吃過中毒的食物，所以電影還沒有結束。尷尬的是，查德必須繼續劇情並再次向旅館主人審訊；查德在目擊羅伯殺死旅館主人後，帶領著警察同仁開始進行「輪胎狩獵」。同時，會計師試圖用更多的食物毒害那名坐輪椅的觀眾，但會計師卻自己把食物吃掉而死去。
羅伯遇到一群人在焚燒一大堆輪胎，然後電影跳到三天後，顯示出羅伯陸續殺死了許多人類。警察們發現它在屋子裡觀看賽車節目後，查德將炸藥綁在一個女假人（形似讓羅伯感興趣的希拉）上並找來了希拉與羅伯對話，以企圖利用羅伯的炸裂能力來觸發炸藥，從而炸死自己。但羅伯炸毀假人的頭部時，炸藥卻沒有爆炸。坐輪椅的人前來嘲笑查德的失敗計劃，這讓被激怒的查德決定用一把霰彈槍直接了結羅伯，以結束電影。坐輪椅的人手持羅伯的遺體，並繼續批評他的行為已構成了「反高潮」。
但羅伯並未死去，而是以一輛三輪車的樣貌重生，促使坐輪椅的人向查德抗議這部電影還沒有結束。坐輪椅的人還對羅伯表示他是觀眾，所以不能被殺。羅伯無視並殺死了對方。羅伯開始沿著公路前進，且所經過之處的輪胎都被賦予了生命並跟隨著羅伯；招募了一批輪胎的羅伯最終駛向好萊塢，電影就此結束。
在片尾，開場片段的再次上演，但是這次是從不同的角度拍攝，這表明查德沒有在和任何人說話。

## 演員
- 史蒂芬·史賓尼拉飾演查德中尉（Lieutenant Chad）[8]
- 傑克·普拉尼克飾演會計師[8]
- 蘿珊·梅斯基達飾演希拉（Sheila）[8]
- 溫·赫斯（英语：Wings Hauser）飾演坐輪椅的人[8]
- 伊森·柯恩（英语：Ethan Cohn）飾演影迷伊森（Movie Buff Ethan）[8]
- 海莉·雷姆（英语：Haley Ramm）飾演費歐娜（Fiona）[8]
- 大衛·鮑伊（英语：David Bowe (actor)）飾演休斯先生（Mr. Hugues）[8]
- 雷米·索恩（Remy Thorne）飾演扎克（Zach）[8]
- 湯瑪士·F·達菲（英语：Thomas F. Duffy）飾演札維耶副警長（Deputy Xavier）[8]
- 寇特妮·泰勒（英语：Courtenay Taylor）飾演丹尼絲副警長（Deputy Denise）[8]
- 詹姆士·帕克斯（英语：James Parks (actor)）飾演道格副警長（Deputy Doug）[8]
- 加斯帕德·奧格（英语：Justice (band)）飾演搭便車的人[8]
- 輪胎羅伯（Robert the Tire）飾演羅伯（Robert）[9]

## 製作

### 劇本

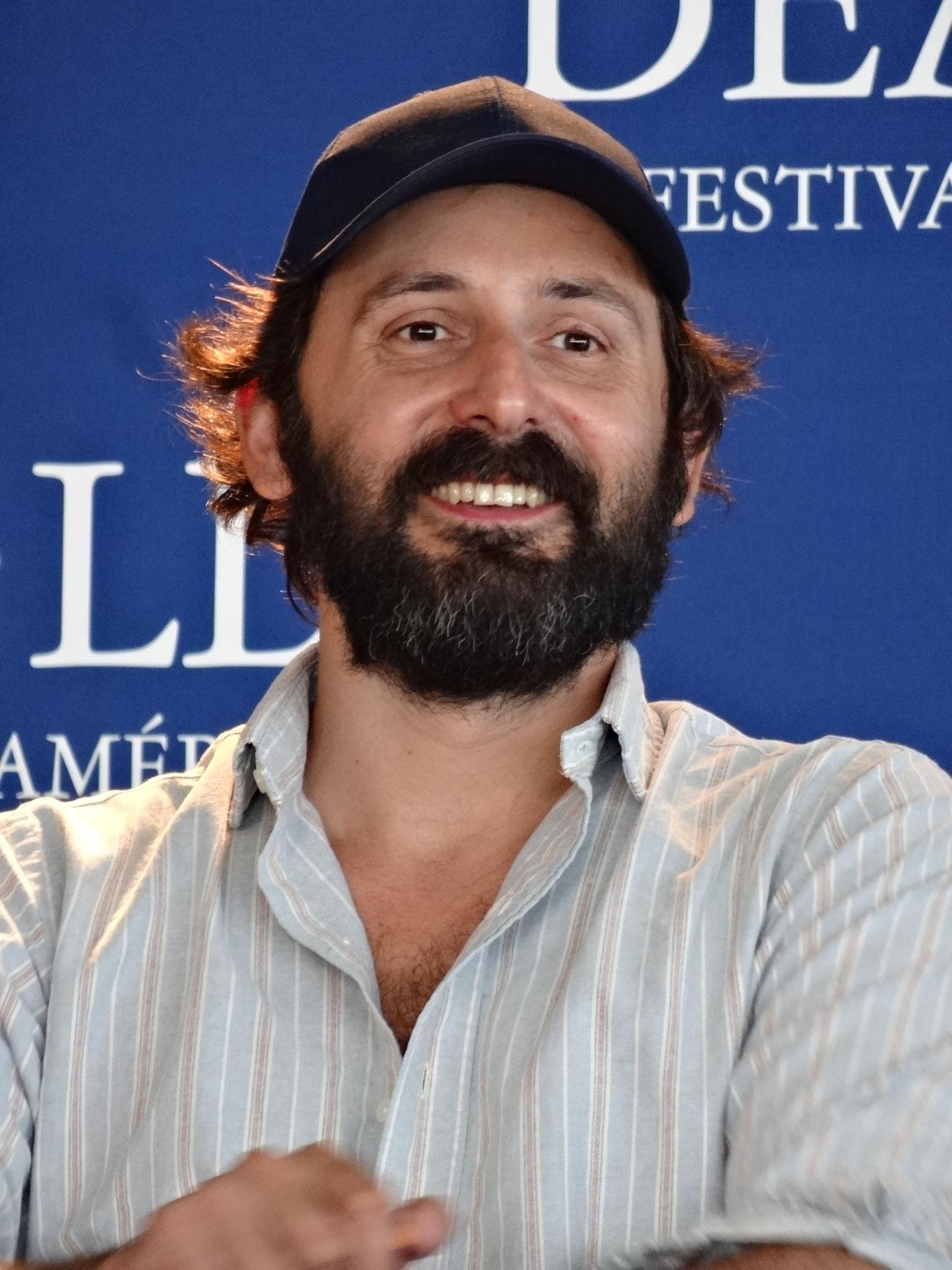
《超能輪胎殺人事件》由昆汀·杜皮爾自編自導

《超能輪胎殺人事件》的劇本由法國籍導演昆汀·杜皮爾創作，劇本花了三週的時間完成，篇幅不超過40頁；與此同時，他也在撰寫著《不真實的荒謬》（日後於2014年上映）的劇本。由於《牛排》（2007年，僅在法國上映）在商業表現上失利，使他將《超能輪胎殺人事件》劇本撰寫成英語，以試圖在國際上獲得更廣大的關注。杜皮爾起初寫了一篇關於立方體入侵的故事——《立方體之日》（Day of the Cubes），即《超能輪胎殺人事件》的原型；內容描述來自外太空的立方體入侵地球，無處不在的立方體漂浮在空中，這些立方體能使人們的頭部爆炸。他在寫了十頁草稿後，使用電腦軟體生成的數位立方體進行一些測試，但在認為這並不有趣後將立方體改成了一枚輪胎。寫了差不多20頁的輪胎故事後，杜皮爾開始感到厭倦，他認為這故事和《大白鯊》（1975年）沒什麼不同，只是將當中的鯊魚換成了輪胎。之後，他為劇本增加了其他的怪異元素，如恐怖氛圍和角色間的尷尬處境，這部份受到了自己過去經歷的影響——他的《牛排》在法國戲院放映時，他曾偷偷地溜進放映廳中，卻發現廳內空無一人，令他感到恐怖。
片中包含著一些愚蠢、有趣和荒謬的事物，但為了不讓電影顯得可笑，杜皮爾還為主角輪胎增添了情感及思想方面，如輪胎照鏡子、看到自己的形狀並想起自己具有生命。杜皮爾運用攝影、音樂和一些手法讓觀眾了解輪胎的思考過程，這方面受到了《瓦力》（2008年）的影響。在寫作過程中，杜皮爾將輪胎設定成一個邪惡的人物，但在開拍時卻沒有為此有邪惡的感覺，使他將輪胎的行為模式設計得宛如隻狗一般；他形容輪胎：「更像一隻笨狗，而非僅僅是個惡徒。」

### 發展
《牛排》的失利令杜皮爾感到沮喪，但他仍決定推出《超能輪胎殺人事件》來作為自己的下一部長片作品。完成劇本後，杜皮爾搬到了較適合拍片且便宜的洛杉磯。在前期製作階段，《超能輪胎殺人事件》沒有片商願意投資，但從技術人員到演員，每個人都對劇本感到興奮。早在劇本之前，杜皮爾就與製片人葛瑞戈里·貝爾納（Gregory Bernard）見面；貝爾納向他表示：「我們都感到沮喪，無法足夠快地完成電影拍攝，所以我將自己的錢花在該項目上，我們不依賴任何人來攝製。」雖然製作預算不高，但杜皮爾對電影製作擁有完全的掌控權，而貝爾納也對前者的創作想法及熱情感到敬佩。電影完成後再次遇到了在法國出售它的麻煩；當決定在第63屆坎城影展上展出該片時，原本不太喜歡它的德法公共电视台才決定入資，以成為贊助商。
電影受法國資助製作，片中需要包含至少一名法國演員參與，所以聘請了當時住在洛杉磯的蘿珊·梅斯基達，梅斯基達也為此請一名教練協助自己嘗試練習口音；杜皮爾對她的表現讚賞有加。該片的選角導演為唐娜·莫朗（Donna Morong），她安排了許多演員提供給杜皮爾，杜皮爾則會以演員是否能理解劇情作為挑人的標準。

### 拍攝
《超能輪胎殺人事件》的製作預算為80萬美元，主要在洛杉磯及莫哈韋沙漠等加州各地拍攝，拍攝期僅十四天；杜皮爾對此形容：「從某種意義上來說，它更像是一部很長的短片。」
輪胎羅伯（Robert the Tire）以遙控的方式演出，而非CGI效果，但光是要讓輪胎滾動就是個難題；由於輪胎有著明顯的「空洞」，使得他們很難將遙控裝置藏在裡面，加上雖然劇組一共有三枚輪胎能使用，但拍攝時只用上了一枚輪胎。除了遙控外，劇組還利用推車、鋼絲甚至是徒手的方式來讓輪胎在某些場景以手工操作的方式活動。對此，杜皮爾會使用一台輕巧型的佳能 EOS 5D Mark II來為拍攝找到合適的角度（如從高處至能看見胎面的近距離）。在實景拍攝的前三個月，杜皮爾用剛買的佳能5D在法國南部的科西嘉一個人用輪胎進行了一些測試；感到滿意的他將拍攝正片的素材轉移至35釐米上。佳能 EOS 5D Mark II的好處是較為拍攝節省時間，以應付劇組一整天不斷進行的工作。雖然杜皮爾不喜歡CGI，但該效果仍用於頭部爆炸鏡頭；在拍攝期間，杜皮爾曾使用爆破裝置來嘗試讓假頭爆炸，但成效不佳，使他們額外利用CGI添加了一些鮮血和肉塊，以讓效果看起來更具說服力。
杜皮爾本身並非電影專業人士，也沒有受過電影學校的教育，但他獨自完成了攝影、調色和剪輯；他認為《超能輪胎殺人事件》在銀幕上看起來完全不像業餘電影，並希望年輕且具抱負的創作者在看完電影後能說出「哇，這很有說服力。」

## 主題
雖然該片與《牛排》一樣帶有黑色喜劇並側重於非凡生活的元素，但杜皮爾喜歡電影帶有各種涵義，而非僅僅是為了有趣或悲劇，之後拍攝的電影不會再和《超能輪胎殺人事件》有相似之處。片頭中提及的「沒有理由」思維包括了「史蒂芬·史匹柏的《E.T.外星人》為什麼是棕色的？為什麼陶比·胡柏出色的《德州電鋸殺人狂》中的角色沒有上廁所也沒洗手？」，主要目的是為了讓觀眾自然接受導演提出的前提概念。杜皮爾對此表示：「好吧，我只想拍攝一部關於輪胎的電影，而我不想解釋如何成真。」而非像主流電影一樣會解釋「如何將物體變成生命」，所以避免會讓人感到困惑，才會在電影開頭介紹了此概念。杜皮爾製作該片的用意是能使人發笑，「我認為這是生活中最重要的事情，我不想讓人們思考、哭泣或關心，只想讓他們笑。當您大笑時，這是純粹的情感且對健康有益。沒錯，那是我唯一關心的事，只是不想做得太聰明。」
此外，《超能輪胎殺人事件》還被外界拿來與大衛·林區的電影和約翰·卡本特的《克麗絲汀魅力》（1983年）作比較；但杜皮爾表示並不喜歡拿自己與林區作比較。史匹柏的《決鬥》（1971年）是該片最主要的影響對象，片中的卡車看似普通卻被其剪輯和鏡頭調度呈現得相當可怕，杜皮爾用此作為塑造輪胎的靈感。
《超能輪胎殺人事件》被外界認為是在嘲諷好萊塢及業內外的相關人士（如電影人、觀眾和影評人等）。片中的另一主要視角來自於一群觀眾在沙漠中正在觀看這部電影（戲中戲），並對輪胎做出各種不同層面的價值批判，但他們最後被毒死；杜皮爾表示：「顯然，我們可以找到很多關於毒藥的解釋，」「就像『哦對，好萊塢正在毒害觀眾。』隨便你想什麼，我之所以這麼做，是因為我對這些角色感到厭倦：『好吧，去他們的，讓他們中毒吧。』」電影結尾是三輪車帶領著一批輪胎邁向好萊塢，以呈現出各種懸念。雖然該片不會再推出續集且杜皮爾表示以後還會再拍恐怖片，但這結局僅是在嘲諷老套的好萊塢式結局。

## 音樂
| 評論得分 | 評論得分 |
| 來源     | 評分     |
| -------- | -------- |
| AllMusic | [ 21 ]   |

《超能輪胎殺人事件》的配樂由加斯帕德·奧格和昆汀·杜皮爾（化名為先生）編曲。杜皮爾表示自己作曲時「沒有過程，僅遵循我的直覺」，且他還會隨身攜帶一台裝有簡易製作軟體的筆記型電腦。其限量版迷你專輯發行於2010年7月12日，而官方原聲帶則於2010年11月8日發行。
《musicOMH》的班·霍格伍德（Ben Hogwood）給了該原聲帶三顆星（最高五顆星）的評價，他認為奧格和Oizo先生創作的音樂帶有古怪感且確實為電影增添了緊張感，但有時處理地不太妥善；霍格伍德還指出其中一曲最為出色，類似傻瓜龐克的風格。
| 曲目列表 | 曲目列表           | 曲目列表 |
| 曲序     | 曲目               | 时长     |
| -------- | ------------------ | -------- |
| 1.       | Sympho8            | 1:28     |
| 2.       | Rubber             | 4:08     |
| 3.       | Crows and Guts     | 2:28     |
| 4.       | Tricycle Express   | 3:50     |
| 5.       | Everything Is Fake | 1:38     |
| 6.       | Room 16            | 2:27     |
| 7.       | Bellyball Road     | 1:07     |
| 8.       | No Reason          | 2:10     |
| 9.       | Sheila             | 3:27     |
| 10.      | Racket             | 1:34     |
| 11.      | Le Caoutchouc      | 1:45     |
| 12.      | Polocaust          | 1:20     |
| 13.      | Dump               | 1:13     |
| 14.      | Sunsetire          | 1:30     |
| 15.      | Tv Slut            | 1:44     |
| 总时长： | 总时长：           | 30:11    |

## 發行
《超能輪胎殺人事件》2010年5月15日在第63屆坎城影展的影評人週上舉行全球首映，並獲得了好壞兩極的反應，有許多觀眾對其感到困惑。首映後，該片成功被賣到了二十個國家，其中Magnet Releasing取得了其美國發行權。2010年7月9日，該片在加拿大奇幻影展上展出，這是它首次在法國外的地區放映。該片於2010年8月20日在多倫多暗夜恐怖影展上作放映，後於2010年10月8日在錫切斯影展上放映，並獲得了好評。其中在多倫多的放映中，《Fangoria》的崔佛·帕克（Trevor Parker）稱該片「深深分裂了」觀眾的反應，他指出電影獲得了「廣大的笑聲和掌聲，以及在展場上聽到的唯一噓聲。」2011年3月21日，該片也在第35屆香港國際電影節上放映。
《超能輪胎殺人事件》2010年11月10日法國正式上映，2011年2月25日在美國以VOD形式發行。放映該片的戲院並不多，全球票房最終總計10萬美元。《超能輪胎殺人事件》的DVD和藍光光碟於2011年6月14日發售，藍光中附有分別與導演昆汀·杜皮爾、演員史蒂芬·史賓尼拉、傑克·普拉尼克和蘿珊·梅斯基達的訪談，以及幕後花絮、廣告片和院線版預告片。

## 反響

### 評價
《超能輪胎殺人事件》在影評界及觀眾間整體獲得的評價褒貶不一，外界大多稱讚其古怪的題材、風格、製作手法及主題，但也有影評認為輪胎殺手的故事難以撐起一部電影。匯總媒體網站爛番茄基於87條評論，該片持有69%的新鮮度，平均評分為6.10／10，但觀眾方的新鮮度僅46%；該網站共識：「聰明的預述得以富有漫畫式的血腥和暴力，但由於導演昆汀·杜皮爾一些未必正確的敘事技巧而受阻。」而在Metacritic上根據21篇影評則獲得了59分（滿分100），評價兩極。
《波士頓環球報》的泰·布爾給了該片兩顆星（滿分四顆星）的負面評價，他認為片中雖然有一些敏銳、有趣、超現實主義的成份，但對其短短的片長來說仍不足，並在評論中寫道：「如果《超能輪胎殺人事件》的靈巧度能有一半的高明，那麼我們可能在這談論的是能引起轟動的午夜四星級經典。」Deadspin網站的威爾·萊奇給出了的分數，他認為解釋該片的含義就像是被杜皮爾玩弄於股掌間，它就和杜皮爾其他電影一樣的愚蠢、虛假、空虛且毫無意義，「這是一部關於如何看電影的愚蠢電影。」《環球郵報》的連恩·萊西（Liam Lacey）從滿分四顆星給了該片兩顆星，他表示：「比起一部真實的電影，它更像是一種愚蠢的挑釁，《超能輪胎殺人事件》透過一系列的變奏而像是一部乏味的主題音樂劇。」影音俱樂部網站的史考特·托比亞斯（Scott Tobias）將該片評為的分數，他在評論中寫道：「這部如此傲慢的『殺手輪胎電影』喪心病狂地令人敬佩，它的聰明度大約是它自認的一半。」《好萊塢報導》的賈斯汀·洛（Justin Lowe）認為以殺人輪胎做噱頭的《超能輪胎殺人事件》還不足以讓人感到恐怖，也沒有黑色喜劇那麼有趣；相較之下，輪胎的表現手法比敘事更吸引人，加上角色和真實感不足，使電影無法獲得任何吸引力。
相反地，《紐約時報》的曼諾拉·達吉斯對於該片的製作手法、風格及片中傳達的「沒有理由」思維表達讚賞，認為擺脫了在敘事上的束縛，並拿來與約翰·卡本特的《克麗絲汀魅力》作比較。衛報網站的菲利普·法蘭奇給予正面的評價，指出該片令人聯想到《幽浮魔點》（1958年）和《幽靈追魂車》（1977年），並在評論中寫道：「電影可謂又調皮又古怪，且朝著正確的精神邁進而非娛樂。」IndieWire網站的艾瑞克·柯恩（Eric Kohn）給予該片的好評：「以俏皮的自我反思，杜皮爾利用他的優勢花招諷刺電影自負的本質。」Den of Geek網站的馬克·哈里森（Mark Harrison）認為《超能輪胎殺人事件》之所以評價兩極是因為以長片來說其第二幕過於枯燥，必須得依靠「觀眾」和警察的加入來充實劇情，所幸第三幕令人震驚的轉折挽救了電影。《超能輪胎殺人事件》在法國、英國和香港公眾的反響良好；尤其該片在香港放映時儘管有些觀眾不懂英語，但仍在看電影並發笑，製片人貝爾納表示，「對於他們來說肯定是完全不同的體驗，但影像和敘事確實發揮了功效，因此看到亞洲人群的反應如此出色真是令人興奮。」
隨著時間的推移，《超能輪胎殺人事件》受到部份粉絲的喜愛而獲得了邪典電影的地位。

### 獎項
| 獎項和提名          | 獎項和提名                         | 獎項和提名                                                                   | 獎項和提名 | 獎項和提名 | 獎項和提名 |
| 獎項                | 類別                               | 得獎者或提名者                                                               | 結果       | 來源       |            |
| ------------------- | ---------------------------------- | ---------------------------------------------------------------------------- | ---------- | ---------- | ---------- |
| 第1屆敖德薩國際影展 | 金公爵－國際競賽                   | 昆汀·杜皮爾                                                                  | 提名       | [ 52 ]     |            |
| 富川國際奇幻影展    | 最佳影片                           | 昆汀·杜皮爾                                                                  | 獲獎       | [ 53 ]     |            |
| 2011年尖叫獎        | 最佳獨立電影                       | 《超能輪胎殺人事件》                                                         | 提名       | [ 54 ]     |            |
| 錫切斯國際影展獎    | 年輕證章評審團獎－官方奇幻         | 朱利安·伯蘭（Julien Berlan）、葛瑞戈里·貝爾納（Gregory Bernard）、約瑟夫·里克（Josef Lieck）、凱文·范·狄·梅倫（Kevos Van Der Meiren）、 | 獲獎       | [ 55 ]     |            |
| 錫切斯國際影展獎    | 大國民獎最佳導演發掘               | 昆汀·杜皮爾                                                                  | 獲獎       | [ 55 ]     |            |
| 錫切斯國際影展獎    | 歐洲奇幻電影銀獎－官方奇幻概述選拔 | 昆汀·杜皮爾                                                                  | 獲獎       | [ 55 ]     |            |
| 多倫多暗夜恐怖影展  | 特別獎－最佳原創電影               | 《超能輪胎殺人事件》                                                         | 獲獎       | [ 52 ]     |            |
| 華沙國際影展        | 自由精神獎                         | 昆汀·杜皮爾                                                                  | 提名       | [ 52 ]     |            |

## 備註
1. ↑  昆汀·杜皮爾的音樂藝名。
2. ↑  未收錄於原聲帶中。
3. ↑  為的簡稱。

## 外部連結
- 官方网站
- 互联网电影数据库（IMDb）上《超能輪胎殺人事件》的资料（英文）
- Box Office Mojo上《超能輪胎殺人事件》的資料（英文）
- 爛番茄上《超能輪胎殺人事件》的資料（英文）
- 豆瓣电影上《超能輪胎殺人事件》的資料 （简体中文）